# Астов
Астов (англ. Astove Island, фр. Île Astove) — коралловый остров в западной части Индийского океана, входящий в группу островов Альдабра Внешних Сейшельских островов, принадлежащий государству Сейшельские Острова.

## География

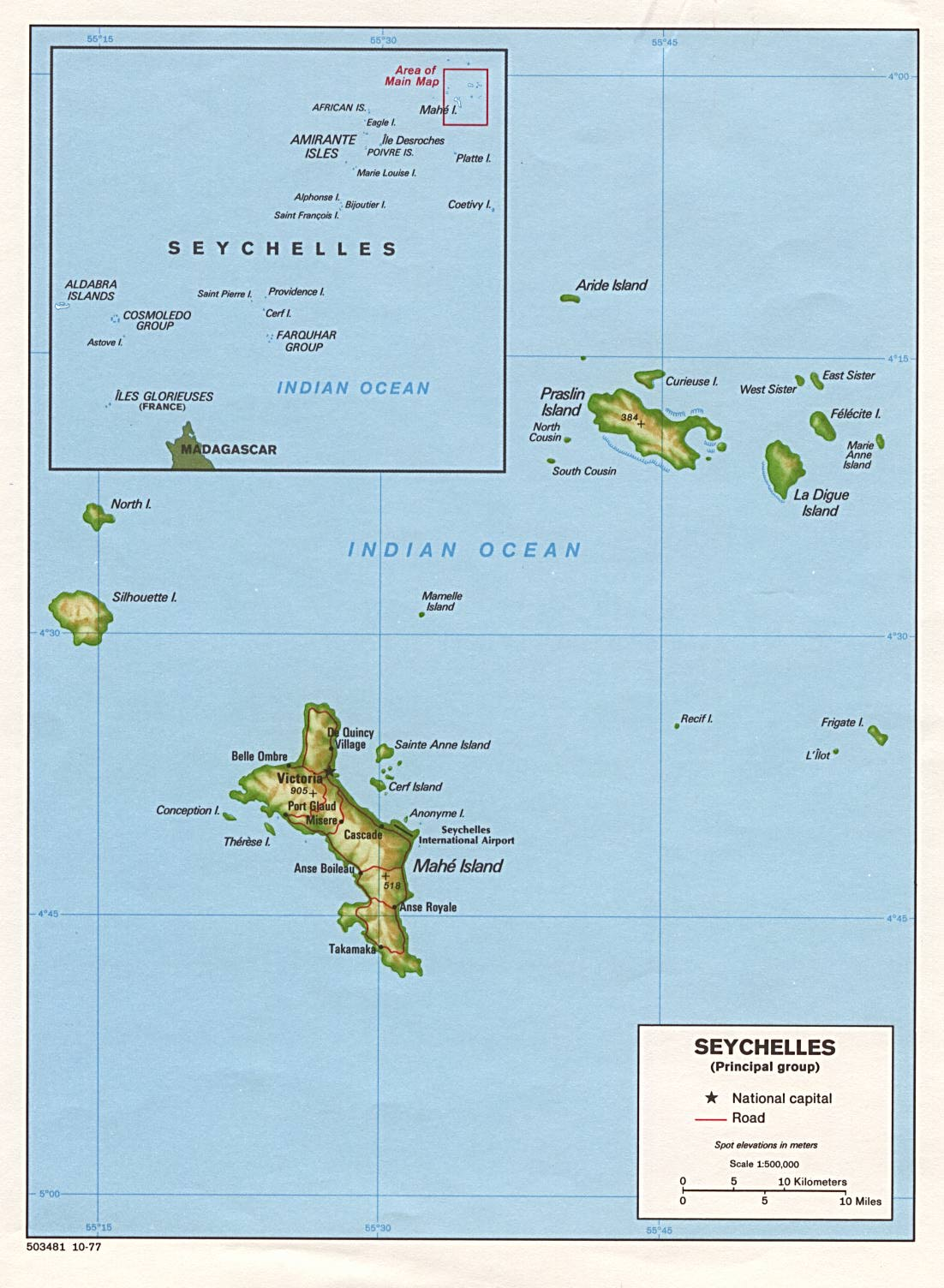
Карта Сейшел

Расположен в 38 км на юго-восток от атолла Космоледо. Остров имеет около 6 км в длину и шириной 4 км. Площадь — 4,96 км². Площадь лагуны — 9,5 км². Остров Астов интересен тем, что это один из немногих атоллов в которых имеется только один небольшой канал, который соединяет лагуну с открытым морем.

## История
В 1911 году тут нашли единственный официально зафиксированный найденный клад на Сейшельских островах — серебряные монеты, нескольких вилок и ложек, две пряжки от башмаков и боцманский свисток. Позже, в 1972 году на острове нашли якорь с португальского корабля, затонувшего в 1760 году.